# Carlos Dante
Carlos Dante Testori (* 12. März 1906 in Buenos Aires; † 28. April 1985) war ein argentinischer Tangosänger und –komponist.

## Leben und Wirken
Dante debütierte 1927 als Sänger mit dem Orchester Francisco Pracánicos. Nach der Trennung von Pracánico engagierte ihn der Bandoneonist Miguel Caló, der gleichfalls im Orchester Parácinos gespielt hatte. 1928 wurde er Refrainsänger in Anselmo Aietas Orchester, das einen Vertrag im Kino Hindú hatte. Das Management des Kinos veranlasste nach Ablauf des Vertrages, dass er von dem nachfolgenden Orchester Pedro Maffias (mit Elvino Vardaro, Osvaldo Pugliese, Francisco De Lorenzo) übernommen wurde und weiter im Hindú auftreten konnte. Seine ersten Aufnahmen entstanden mit Juan D'Arienzos Orchester beim Label Electra.
1929 reiste er mit Rafael Canaro nach Frankreich. Im Laufe von vier Jahren trat er in Paris, Madrid, Lissabon, Rom und Athen auf. Nach seiner Rückkehr nach Argentinien arbeitete er kurze Zeit mit Francisco Canaro und dann wieder mit Caló zusammen. 1937 wirkte er mit dem Orchester Elvino Vardaros als Sänger in José A. Ferreyras Film Muchachos de la ciudad mit. 1940 erhielt er einen Vertrag über einen Posten in der Verwaltung der argentinischen Ölgesellschaft Yacimientos Petrolíferos Fiscales, den er 17 Jahre innehatte.
Nachdem er mehrere Jahre nicht mehr gesungen hatte, kehrte Dante 1944 mit einem Auftritt im Café Marzotto als Nachfolger des Sängers Floreal Ruiz in Alfredo De Angelis’ Orchester zur Musik zurück. Mit ihm sang er erfolgreiche Titel wie La brisa, Mocosita, Lunes, Melenita de oro, Ya estamos iguales, Soy un arlequín und Carnaval. Daneben bildete er ein Duo mit Pedro Noda, später mit Agustín Magaldi. Zehn Jahre lang trat er in der täglichen Sendung Glostora Tango Club bei Radio El Mundo auf. Nach der Trennung von De Angelis 1957 arbeitete er noch einige Zeit mit dem Duopartner Oscar Larroca.